# Grand Prix 1907
Grand Prix-säsongen 1907 var den andra Grand Prix-säsongen.

## Grand Prix
| Grand Prix /Race      | Datum  | Bana   | Vinnande förare | Vinnande tillverkare |
| --------------------- | ------ | ------ | --------------- | -------------------- |
| Frankrikes Grand Prix | 2 juli | Dieppe | Felice Nazzaro  | FIAT                 |